# Avenida Bolívar (Caracas)
La Avenida Bolívar es una importante avenida ubicada en el Municipio Libertador al oeste del Distrito Metropolitano de Caracas al norte del país sudamericano de Venezuela. Recorre en su mayor extensión la parroquia San Agustín, un pequeño tramo pasa por las parroquias Santa Rosalía, Santa Teresa, y culmina en la parroquia San Juan en la Plaza O'Leary. Su construcción se inició el 25 de julio de 1945, y fue inaugurada el 31 de diciembre de 1949 como parte de un proyecto mayor (Plan Rotival) que incluía diversos monumentos, entre los que figuraban un nuevo Capitolio y un mausoleo para el Libertador Simón Bolívar en el Calvario.

## Datos
Debido a sus importantes dimensiones (hasta 2 kilómetros de largo) se la utiliza para diversos eventos de tipo político (marchas, concentraciones, manifestaciones, cierres de campaña), aunque también para eventos deportivos y culturales.
La avenida Bolívar tiene conexiones con la Avenida Libertador y con la Avenida Lecuna, atraviesa el parque José María Vargas, y la antigua terminal de pasajeros de Nuevo Circo. En sus alrededores se encuentran el Museo de los Niños, el Complejo Cultural Teresa Carreño, el Hotel Venetur Alba Caracas, la Galería de Arte Nacional, el Complejo de Parque Central, el Sector El Conde, la urbanización Bellas Artes, el Mercado de La Hoyada, el Palacio de Justicia y su plaza, entre otros muchos edificios importantes.
En 1986 fue provista de semáforos para ser abierta al paso peatonal. Antes de ese año se consideraba como una vía expresa. La avenida cuenta con muchos atractivos para los turistas, y también hay muchas sedes de ministerio: Ministerio del Poder Popular para el Proceso Social del Trabajo, Ministerio del Poder Popular para la Salud, Palacio de Justicia. Hay museos como el Museo Carlos Cruz Diez, el Museo de Arte Contemporáneo de Caracas y el Museo de los Niños.